# Доктрина Клінтона
Доктрина Клінтона (англ. Clinton Doctrine) не є чіткою заявою подібною тим, які лягли в основу доктрин інших президентів Сполучених Штатів. Однак у промові 26 лютого 1999 президент Білл Клінтон сказав таке, що в цілому вважається Доктриною Клінтона:

Це просто… сказати, що нам немає діла до тих, хто живе в тій чи іншій долині в Боснії, або хто володіє чагарниковою смугою на Африканському Розі, або якоюсь сухою землею біля річки Йордан. Але справжня міра наших інтересів лежить не в тому, наскільки малі або віддалені ці місця, або чи є у нас проблеми з вимовою їх назв. Питання, яке ми повинні задати: які будуть наслідки для нашої безпеки якщо ми дозволимо конфліктам гноїтися і поширюватися. Ми не можемо, більше того, ми не повинні робити все і скрізь. Але там, де наші цінності та інтереси поставлені на карту, і де ми можемо зробити, ми повинні бути готові до цього.
Оригінальний текст (англ.)
It's easy... to say that we really have no interests in who lives in this or that valley in Bosnia, or who owns a strip of brushland in the Horn of Africa, or some piece of parched earth by the Jordan River. But the true measure of our interests lies not in how small or distant these places are, or in whether we have trouble pronouncing their names. The question we must ask is, what are the consequences to our security of letting conflicts fester and spread. We cannot, indeed, we should not, do everything or be everywhere. But where our values and our interests are at stake, and where we can make a difference, we must be prepared to do so.

Пізніше Клінтон виступив із заявами, які розширили доктрину:

геноцид сам по собі є національним інтересом, де ми повинні діяти <…> ми можемо сказати, людям в усьому світі, чи живете ви в Африці та Центральній Європі, або в будь-якому іншому місці, якщо хтось приходить до невинного цивільного населення та намагається його масово вбити через їх расову, етнічну приналежність або релігію, і в наших силах зупинити його, ми будемо його зупиняти.
Оригінальний текст (англ.)
Genocide is in and of itself a national interest where we should act... we can say to the people of the world, whether you live in Africa, or Central Europe, or any other place, if somebody comes after innocent civilians and tries to kill them en masse because of their race, their ethnic background or their religion, and it's within our power to stop it, we will stop it.